# Paul Hacking
Paul Hacking é um matemático estadunidense, professor da Universidade de Massachusetts Amherst.
Obteve um doutorado em 2001 na Universidade de Cambridge, orientado por Alessio Corti, com a tese A Compactification of the Space of Plane Curves.
Foi palestrante convidado do Congresso Internacional de Matemáticos no Rio de Janeiro (2018, com Sean Keel: Mirror symmetry and cluster algebras).